# Zoey Deutch
Zoey Francis Chaya Thompson Deutch (Los Angeles, 10 novembre 1994) è un'attrice, attivista e modella statunitense.

## Biografia
Zoey Deutch nasce nel 1994 a Los Angeles, in California, dall'attrice Lea Thompson e dal regista Howard Deutch. Ha una sorella maggiore nata nel 1991, Madelyn, anch'ella attrice. Il suo prozio è l'attore Robert Walden, fratello della nonna paterna. Viene cresciuta secondo la fede di suo padre, l'ebraismo, festeggiando il Bat mitzvah.

## Carriera

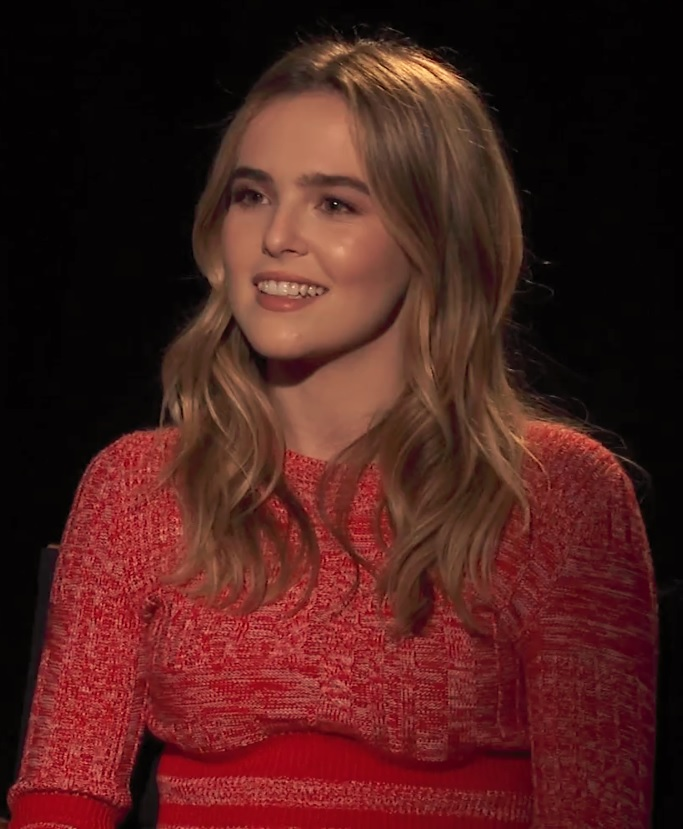
Zoey Deutch nel 2017

Zoey comincia a recitare nel 2010 nella serie Disney Zack e Cody sul ponte di comando nel ruolo di Maya, accanto a Dylan Sprouse. Dal 2011 al 2012, è Juliet Martin, personaggio ricorrente nella serie televisiva Ringer. Appare inoltre come guest star in singoli episodi di NCIS - Unità anticrimine e Criminal Minds: Suspect Behavior, oltre a recitare nel pilot della serie televisiva Hallelujah, che non ha poi avuto seguito.
Nel 2011 recita, al fianco di sua madre e di sua sorella, nel film cinematografico Mayor Cupcake, e nel 2013 interpreta il personaggio secondario di Emily Asher in Beautiful Creatures - La sedicesima luna. Nello stesso anno, viene scelta per interpretare la protagonista dhampir Rosemarie "Rose" Hathaway in Vampire Academy, primo adattamento della serie di romanzi L'accademia dei vampiri.
Co-protagonista nella commedia Proprio lui? (2016) accanto a James Franco e Bryan Cranston. Nel 2017 è protagonista del videoclip del cantautore britannico Ed Sheeran, Perfect, uscito il 9 novembre 2017 alle 12.00, e del film Prima di domani. L'anno successivo è nel cast di Come far perdere la testa al capo nel ruolo di una giornalista sportiva accanto a Glen Powell e Lucy Liu.
Nel 2022 entra a far parte del cast di The Outfit, scritto e diretto da Graham Moore, che debutta alla Berlinale 2022. Nello stesso anno fa parte del cast di “Something from Tiffany’s” trasmesso su Prime Video.

## Altro lavoro
Deutch, Gugu Mbatha-Raw, Rodrigo Santoro e Vince Vaughn hanno eseguito una lettura di scene selezionate da cinque sceneggiature vincitrici del 2017 all'Academy Nicholl Fellowships 2017 al Screenwriting Awards Presentation & Live Read. Ha anche partecipato come presentatrice al 2018 Film Independent Spirit Awards. Ha calcato di nuovo il palco come presentatrice per accogliere la fondatrice dell'organizzazione non governativa non-profit Vital Voices Hillary Clinton al Global Leadership Awards 2018. È entrata a far parte dei relatori nel primo "Embrace Ambition Summit" tenutosi al Lincoln Center di New York.

## Attivismo
Deutch collabora con Water.org per la campagna Give.Water.org. Sostiene Planned Parenthood e faceva parte del suo raduno con sostenitori e leader pro-choice che celebravano il 45º anniversario di Roe v. Wade a Sacramento, in California. Si è esibita a favore dell'Alzheimer's Association e "What a pair!" Org con sua madre Lea Thompson e la sorella Madelyn Deutch. Con la sua famiglia, ha lavorato per oltre un decennio con Corazón de Vida, che sostiene orfanotrofi a Baja, in Messico. Ha partecipato alla Women's March 2017 e 2018. Fa anche parte della campagna Embrace Ambition della Tory Burch Foundation. È stata una delle celebrità ambasciatrici del settimo evento annuale di shopping designer di carità "Shop for Success" che sostiene gli sforzi di Dress For Success. Ha anche mostrato il suo sostegno al movimento contro le molestie Time's Up. Ha fatto parte di diverse campagne di raccolta fondi per beneficenza e a sostegno di varie cause.

## Editoriale e moda

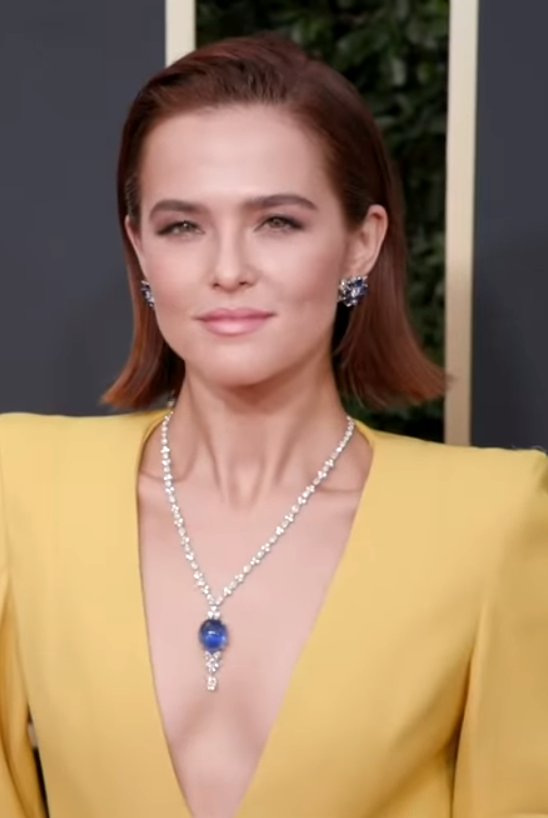
Zoey Deutch ai Golden Globe 2020

Deutch è stata la cover girl del numero di febbraio 2013 della rivista Justine, numero di aprile 2013 della rivista Miabella, numero di dicembre 2013 della rivista Afterglow, edizione di marzo 2014 della rivista Bello,  numero di giugno 2015 della rivista Flaunt, il numero di Cosmopolitan USA del febbraio 2016 edizione primavera 2016 della rivista Rogue . È apparsa sulla copertina del numero di settembre 2016 di Harper di Harper's Bazaar e si è esibita come guest editor.
Ha fatto come modella per il numero di marzo 2013 di Interview, Allure di dicembre 2016 e ha realizzato servizi fotografici per i numeri di febbraio 2014 di Seventeen e InStyle, numero di dicembre 2015 di Nylon, gennaio 2016 e aprile 2017 emissioni di W Magazine, numero di marzo 2017 di Vanity Fair Italia, numero di aprile 2017 di Vogue Russia e Vogue Turkey, numero di maggio 2017 di Vanity Fair (ed. spagnola), numero di luglio 2017 di Marie ClaireIndonesia, numero dell'estate 2017 della rivista Wonderland e campagna estiva per Tory Burch.
Viene spesso inserita nelle migliori liste di vestiti per le sue varie apparizioni da fonti famose e anche nelle prime file della settimana della moda di Milano, Paris Fashion Week, Diane von Furstenberg, Cushnie et Ochs, DKNY, New York Fashion Week.

## Filmografia

### Cinema
- Mayor Cupcake, regia di Alex Pires (2011)
- Beautiful Creatures - La sedicesima luna (Beautiful Creatures), regia di Richard LaGravenese (2013)
- Vampire Academy, regia di Mark Waters (2014)
- Nonno scatenato (Dirty Grandpa), regia di Dan Mazer (2016)
- Tutti vogliono qualcosa (Everybody Wants Some), regia di Richard Linklater (2016)
- Vincent-N-Roxxy, regia di Gary Michael Schultz (2016)
- Good Kids, regia di Chris McCoy (2016)
- Proprio lui? (Why Him?), regia di John Hamburg (2016)
- Rebel in the Rye, regia di Danny Strong (2017)
- The Disaster Artist, regia di James Franco (2017)
- Prima di domani (Before I Fall), regia di Ry Russo-Young (2017)
- Come far perdere la testa al capo (Set It Up), regia di Claire Scanlon (2018)
- Arrivederci professore (The Professor), regia di Wayne Roberts (2018)
- Zombieland - Doppio colpo (Zombieland: Double Tap), regia di Ruben Fleischer (2019)
- The Outfit, regia di Graham Moore (2022)
- Not Okay, diretto da Quinn Shephard (2022)
- Un regalo da Tiffany (Something from Tiffany's), regia di Daryl Wein (2022)
- Giurato numero 2 (Juror #2), regia di Clint Eastwood (2024)
- Nouvelle Vague, regia di Richard Linklater (2025)

### Televisione
- Hallelujah – serie TV, episodio 1x01 (2011)
- NCIS - Unità anticrimine (NCIS) – serie TV, episodio 8x17 (2011)
- Zack e Cody sul ponte di comando (The Suite Life on Deck) – serie TV, 7 episodi (2010-2011)
- Criminal Minds: Suspect Behavior – serie TV, episodio 1x12 (2011)
- Ringer – serie TV, 18 episodi (2011-2012)
- Switched at Birth - Al posto tuo (Switched at Birth) – serie TV, episodi 2x07-2x08 (2013)
- The Politician - serie TV (2019)

### Videoclip
- Perfect - Ed Sheeran (2017)
- Anyone - Justin Bieber (2021)
- Opium - The New Division (2014)

## Doppiatrici italiane
Nelle versioni in italiano delle opere in cui ha recitato, Zoey Deutch è stata doppiata da:
- Rossa Caputo in Proprio Lui?, Not Okay,Un regalo da Tiffany, Giurato numero 2
- Giulia Franceschetti in NCIS - Unità anticrimine, Zombieland - Doppio colpo, The Outfit
- Benedetta Ponticelli in Tutti vogliono qualcosa, The Politician
- Eva Padoan in Nonno scatenato, Prima di domani
- Giulia Tarquini in Criminal Minds: Suspect Behavior, Beautiful Creatures - La sedicesima luna
- Joy Saltarelli in Ringer, Come far perdere la testa al capo
- Veronica Puccio in Arrivederci professore
- Valentina Favazza in Zack e Cody sul ponte di comando